# Rhinella amabilis
Rhinella amabilis är en groddjursart som först beskrevs av Jennifer B. Pramuk och Kadivar 2003.  Rhinella amabilis ingår i släktet Rhinella och familjen paddor. IUCN kategoriserar arten globalt som akut hotad. Inga underarter finns listade i Catalogue of Life.